# Jaakko Somersalo
Jaakko Ilmari Somersalo, född 3 september 1916 i Kuhmois, död 9 september 1966 i Helsingfors, var en finländsk målare och grafiker. 
Somersalo genomgick Centralskolan för konstflit 1945–1949. Hans tidigaste produktion bestod av träsnitt i distinkta färger och av monotypier. Mot slutet av 1950-talet övergav han de regelbundna geometriska mönstren och tillägnade sig ett surrealistiskt uttryckssätt, som med sin formrikedom och eggande fantasifullhet snart skapade honom en ställning som en av de främsta inom sin konstnärsgeneration. De arbeten han skapade i början av 1960-talet bär omisskännliga drag av informalismen.